# Il signore di Troia
Il signore di Troia è un libro di David Gemmell, inizio della trilogia sulla città di Troia che proseguirà con L'ombra di Troia per infine concludersi con La caduta dei re.

## Trama
Elicaone con la nave Xanto parte da Cipro e si dirige a Troia per le nozze del figlio del re Priamo, Ettore. Non sa tuttavia che la donna che porta con sé e di cui si innamora è Andromaca, la futura sposa di Ettore. Inoltre i sicari del re miceneo Agamennone cercano di ucciderlo a sua insaputa. Questo è solo l'inizio di una immortale vicenda che si snoderà nei prossimi due libri della saga.

## Edizioni
- David Gemmell, Il signore di Troia, traduzione di Luciana Crepax, Edizioni Piemme,  pp. 479, cap. 36, ISBN 978-88-384-3352-8.